# Мирний (Курська область)
Мирний (рос. Мирный) — селище в Суджанському районі Курської області Російської Федерації.
Населення становить 305 осіб. Входить до складу муніципального утворення Замостянська сільрада.

## Історія
Населений пункт розташований на території українського етнічного та культурного краю Східна Слобожанщина.
Від 2004 року входить до складу муніципального утворення Замостянська сільрада.
8 серпня 2024 село було зайнято українськими військами.

## Населення
| 2002 | 2010 |
| ---- | ---- |
| 332  | ↘305 |